# Nierembergia rivularis
Nierembergia rivularis ist eine Pflanzenart aus der Gattung der Weißbecher (Nierembergia) in der Familie der Nachtschattengewächse (Solanaceae).

## Beschreibung
Nierembergia rivularis ist eine kriechende Pflanze mit wurzelnden Stängeln. Die Laubblätter sind fast immer unbehaart, sie werden 14 bis 67 mm lang und 4,3 bis 11,6 mm breit. Der Blattstiel erreicht Längen von 3,4 bis 46 mm. 
Die Blüten stehen an einem etwa 1 mm langen Blütenstiel. Der Kelch ist etwa 11,8 mm lang und mit 3,2 mm langen Kelchzipfeln besetzt. Die weiß gefärbte Krone besitzt einen 19 bis 33 mm durchmessenden Kronsaum und eine 24 bis 75 mm lange Kronröhre. Die Pollenkörner bilden Tetraden.
Die Chromosomenzahl beträgt 2n = 16.

## Vorkommen
Die Art wächst auf feuchten, teilweise überfluteten Böden in Ufernähe. Das Vorkommen beschränkt sich auf das Einzugsgebiet des Río Paraná-Mar del Plata in den argentinischen Provinzen Salta, Corrientes und Buenos Aires, sowie in Bolivien, Brasilien und Uruguay.

## Systematik und botanische Geschichte
Die Art wurde 1846 von John Miers erstbeschrieben.